# Barefoot in Athens
Barefoot in Athens es un telefilme de 1966 dirigido por George Schaefer y protagonizado por Peter Ustinov, Geraldine Page, Anthony Quayle, Lloyd Bochner y, en su debut en el cine, Christopher Walken. La película fue adaptada por Robert Hartung de la obra de Maxwell Anderson del mismo nombre que consiste en el juicio y los últimos días de Sócrates.
Ustinov ganó un premio Emmy por su actuación en la película.

## Reparto
- Peter Ustinov — Sócrates
- Geraldine Page — Jantipa
- Anthony Quayle — Pausanias
- Lloyd Bocher — Critias
- Christopher Walken — Lamprocles
- Eric Berry — Meleto
- Frank Griso — Lisis (diálogo)